# El Quart Estat
El quart estat és un quadre del pintor piemontès Giuseppe Pellizza da Volpedo, acabat l'any 1901, que inicialment havia rebut el títol d'El camí dels treballadors. 

L'obra, la més coneguda de l'autor, va ser pintada entre el 1898 i el 1901 i, posteriorment, va ser exposada a la Quadriennale de Torí (1902), on va ser poc acollida per la crítica i no va trobar comprador. L'any 1920 va ser adquirida per l'ajuntament de Milà i dipositada en el castell Sforzesco fins a mitjans dels anys cinquanta. Actualment forma part del fons del Museu del Novecento, ubicat a la capital llombarda. 

Trobem dues obres del mateix Pellizza que són uns clars antecedents d'El quart estat: Ambaixadors de la fam (1891-92, col·lecció particular) i Fiumana (1896, Pinacoteca de Brera, Milà).

Ha estat reproduït en nombroses ocasions, sobretot atenent al seu contingut simbòlic, de revolta de les classes populars. L'any 1976 Bernardo Bertolucci utilitza el quadre en els crèdits inicials de la seva pel·lícula Novecento.

La referència al títol definitiu de la pintura s'ha de buscar en la Revolució francesa, on amb el nom de quart estat es va començar a anomenar la classe més pobre de la societat (descamisats urbans i pagesos sense terra), que se situava per sota de la burgesia, el tercer estat, que juntament amb el clergat i la noblesa formaven els tres estaments tradicionals de l'antic règim. No en va aquest quadre és considerat un reflex de les inquietuds socials i humanistes de l'artista, que era pròxim als ambients socialistes italians.